# Лукашовка (Молдова)
Лукашовка, Лукэшеука (рум. Lucăşeuca) — село в Оргеевском районе Молдавии. Наряду с сёлами Селиште и Мана входит в состав коммуны Селиште.

## География
Село расположено на высоте 66 метров над уровнем моря.

## Население
По данным переписи населения 2004 года, в селе Лукашовка проживает 1956 человек (977 мужчин, 979 женщин).
Этнический состав села:
| Национальность | Число жителей | Процентный состав |
| -------------- | ------------- | ----------------- |
| молдаване      | 1938          | 99,08             |
| румыны         | 7             | 0,36              |
| русские        | 4             | 0,2               |
| украинцы       | 3             | 0,15              |
| гагаузы        | 1             | 0,05              |
| прочие         | 3             | 0,15              |
| Всего          | 1956          | 100 %             |

## Археология
Близ села — эпонимный памятник культуры Поенешть-Лукашовка, связанной с племенами бастарнов. Городище, расположенное на правом берегу реки Реут, представляло собой округлую в плане площадку с валом и рвом по периметру. Рядом было расположено открытое селище. Укрепления возведены в конце IX века в составе более позднего славянского (древнерусского) поселения. Жизнь на городище продолжалась вплоть до начала XIII века.